# Conaire Mór
Conaire Mór er en legendarisk helt og overkonge i irsk mytologi. Han er blandt andet kendt fra sagaen Ødelæggelsen af Da Dergas gæstegård. Han var søn af Mess Búachalla, som igen var datter af personer som optræder i sagaen Étaíns friere.
Conaires fremstilles som en fredskonge, og ifølge Lebor Gabála Érenn skulle han have været konge af Irland samtidig med den romerske keiser Augustus' regeringstid. Han dør i de dramatiske kampe på Da Dergas gæstegård.